# Nacionalni park Dolina smrti
Nacionalni park Dolina smrti ((engl.) Death Valley)  najdublja depresija sjeverne polutke, prostire se u Sjevernoj Americi na području savezne američke države Kalifornije.
Dolina smrti je vrelo pustinjsko čudo koje ima tri rekorda: to je najtoplije, najsuše i najniže mjesto u Sjevernoj Americi. Nazivi mjesta u Dolini smrti su vrlo zloslutni: Mrtvačev prolaz, Kanjon suhih kostiju, te Pogrebne planine. Tamo sunce doslovno prži, a može proći i cijela godina a da ne padne ni kap kiše. Za ljetnih dana termometar obično pokazuje oko 43 °C.
U srpnju 1913. zabilježena je temperatura od 57 °C, što je do tada bila najviša temperatura ikad zabilježena. Od tada je viša temperatura zabilježena samo u libijskom dijelu Sahare 1936.: 57,7 °C.
Godišnji prosjek padalina ne iznosi niti pet centimetara.
Ako kiša ponekad i padne, često je riječ o naglom prolomu oblaka, pa bujice vode i blata natope sprženu zemlju. Oštar vjetar u Dolini smrti stvara zanimljiv valovit uzorak u pijesku.
Dolina smrti je dobila naziv po skupini tragača za zlatom koji su putovali prema Kaliforniji 1849.g. Na putu im se slučajno našla ova dolina. Odmakli su se s prave staze u nadi da će pronaći prečac, no umjesto toga, morali su se spuštati po goloj, posve isušenoj dolini iz koje nije bilo vidljiva izlaza.
Jedna žena je poslije napisala kako su se njezini dječaci držali hrabro iako su jedva mogli govoriti koliko su im jezici i usne bile suhe i natečene.
Dvojica iz skupine pronašla su izlaz iz doline i vratili se po ostale. Kada su napuštali dolinu, jedan od njih je viknuo: »Zbogom, Dolino smrti«. Tako se ovaj zloslutni naziv zadržao.
Posvuda se mogu naći dokazi da je klima nekad bila mnogo vlažnija. Naslage soli zadržale su se na dnu doline nakon što su jezera isparila, a u području tzv. Vražjeg terena za golf vjetar i kiša erodirali su sol u šiljaste tornjiće. 
Unatoč neprijateljskom okruženju Dolina smrti itekako je živa. Američki mufloni mogu živjeti s vrlo malo vode, a pustinjske čegrtuše kreću se u skokovima kako bi što manje doticale vruće tlo. Zanimljivo je kako pustinjski jaglac uspijeva cvasti na tako ogoljenoj zemlji.
Nestvarni, nadnaravni izgled Doline smrti, zapanjuje posjetitelje koji dolaze sa svih strana, diviti se njenom spektakularnom sagu od divljeg cvijeća koje je dug po deset i dvanaest kilometara. Dominira veliki pustinjski zlatni suncokret. Ovaj predivan prizor cvijeća naziva se »cvatom stoljeća« za kojeg se kaže da je rijedak događaj koji, možda, neće biti viđen za još sto godina.
Unatoč svom turobnom imenu, Dolina smrti nije bez života - biljnog, životinjskog i ljudskog, ali su oni prilagođeni surovim uvjetima.
Ona je dom indijanskim plemenima, životinjama i biljnim vrstama kojih ima preko 1000, od čega su 23 endemične vrste koje ne rastu nigdje drugdje na svijetu.
Prije nego što je dolina 1933. proglašena nacionalnim parkom vadile su se velike količine zlata i srebra. Tijekom 80-ih godina 19. stoljeća boraks - bijelo zlato - najviše je privlačilo tragače, a strugali su ga s tla doline.
Nacionalni park Death Valley, tj. dolina smrti veća je i od Yellowstonea.

Mit o strahotama Doline smrti sve je više i više rastao. Uljepšane priče govorile su o karavanama ljudi koji u velikom broju umiru od žeđi, no to nije spriječilo tragače za zlatom da odlaze tamo.
Još jedan od fenomena ovog područja je kamenje koje klizi (vidi  Arhivirana inačica izvorne stranice od 26. rujna 2007. (Wayback Machine), slika 2  Arhivirana inačica izvorne stranice od 27. rujna 2007. (Wayback Machine)). Na dnu isušena jezera po imenu Trkalište nalazi se staza gdje se nasumce veliko kamenje pomiče preko posve ravne površine. Najvjerojatnije objašnjenje za tu pojavu jest da tlo poslije kiše postaje sklisko, a jaki vjetar gura kamenje.
Dolina smrti je znanstvena riznica, prepuna geoloških i drugih informacija.  To je zemlja ekstrema i zemlja rijetkih, suptilnih pustinjskih ljepota.  Jutarnje i kasno poslijepodnevno svijetlo, produljuje sjene na pješčanim dinama te boje divljeg cvijeća, bilo kojeg toplog, proljetnog dana privlače turiste sa svih strana svijeta koji se uvijek iznova dive tom prirodnom fenomenu.
Dolina smrti je zemlja iluzija, svjetlucavih fatamorgana, bogatstava, smrti i tajni prirode, zemlja ekstrema, te zemlja kontrasta koja se smatra jednom od najvećih prirodnih ljepota.